# 永和乡 (衡山县)
永和乡，是中华人民共和国湖南省衡陽市衡山县下辖的一个乡镇级行政单位。

## 行政区划
永和乡下辖以下地区：
宝龙社区、龙峰村、沙头村、黄周村、新场市村、双凤村、狮球村、花岭村、松坳村、茶石村、松柏村、岭峰村、永和村、上游村、永田村、上林村、宝米村、林子村、双港村、文桥村、咸宜村、金冲村、老林村、龙堰村和沙坳村。